# Žičko-pećka arhiepiskopija
Žičko-pećka arhiepiskopija, trajala je od 1219. do 1346. godine, a osnovao ju je Sveti Sava u centralnim srpskim oblastima; sjedište je najprije bilo u Žiči, zatim u Peći. Car Dušan ju je podigao na stupanj patrijaršije (Pećka patrijaršija) 1346. godine. Patrijarh srpski i danas nosi naslov arhiepiskop pećki.